# ザ・ランチデート
『ザ・ランチデート』（The Lunch Date）は、1989年公開のアメリカ合衆国の短編映画。監督・脚本はアダム・デヴィッドソン。2013年、米国議会図書館によってこの映画は「文化的、歴史的、美学的に重要」とみなされ、アメリカ国立フィルム登録簿に保存されることになった。

## あらすじ
ある一人の女性がニューヨーク中心街のグランド・セントラル駅に出かけるが、駅構内で一人の男性と衝突してしまう。男性は地面に落ちた彼女の持ち物を拾うのを手伝うが、彼女はそれを拒む。結局このやり取りのせいで乗るはずの電車を逃した彼女は、駅を一旦出るが、財布が無いことに気づく。
その後彼女はカフェテリアに赴き、サラダを注文して、店員にはお金が足りないかもしれないことを告げながら代金を支払う。彼女は席に着くが、そこでフォークが無いことに気づき、もう一度席を立ってそれを取りに行く。ところが席に戻ると、そこにはホームレスと思われるアフリカ系アメリカ人の男性がサラダを食べていた。彼女はその男性にそれが自分のサラダであることを言って抗議し、取り上げようとするが、逆に威嚇される。彼女は男性がサラダを食べ続けるのを見守っていたが、しばらく経つとフォークを持って皿からサラダを一口ずつ取って食べ始める。男性はそれを拒まず、結局二人で一つのサラダを完食する。
その後男性は、彼女にカップ2杯を持って席に戻ってくる。彼は彼女に砂糖を勧めるが、彼女は断る。彼はポケットから小包を取り出し、彼女はそれを受け取ってカップに入れ、一口飲んだ後店を後にする。
店を出ると彼女は、自分が鞄を持っていないことに気づく。慌てて店に戻ると、自分が座っていた席にはかばんが無い。不安に思いながら隣の席を見ると、そこには自分の鞄と、そしてサラダが一皿置いてあった。男性が食べていたサラダは盗んだものではなく、彼自身の物だったのだ。彼女はそれに気づくと大声で笑いながら鞄を取って店を出る。

## 出演者
- 店員 - ポール・サーノフ
- 女性 - スコッティ・ブロック（英語版）
- カフェテリアの男性 - クレバート・フォード

## 受賞
本作品は、1990年のカンヌ映画祭に出品され、短編映画パルム・ドールを受賞した。その後1990年6月10日には、学生アカデミー賞コンテストで「ドラマチック・アーカイブメント」に選ばれ、1991年にはアカデミー賞短編実写映画賞を受賞するに至った。